# جان بيير نوير
جان بيير نوير (بالإسبانية: Jean Pierre Noher)‏ ممثل أرجنتيني من اصل فرنسي (ولد يوم 5 مايو من العام 1956 في باريس) بدأ العمل في المسرح الأرجنتيني . ويتمتع بحضور وكاريزما عالية في الاداء .

## روابط خارجية
- جان بيير نوير على موقع IMDb (الإنجليزية)
- جان بيير نوير على موقع ألو سيني (الفرنسية)
- جان بيير نوير على موقع أول موفي (الإنجليزية)
- جان بيير نوير على موقع قاعدة بيانات الأفلام السويدية (السويدية)
- جان بيير نوير على موقع قاعدة بيانات الفيلم (الإنجليزية)
- جان بيير نوير على موقع كينوبويسك (الروسية)